# 오즈의 마법사 (1939년 영화)
《오즈의 마법사》(영어: The Wizard of Oz)는 1939년 개봉한 뮤지컬 판타지 영화이다. 빅터 플레밍이 감독을 맡았으며 주디 갈런드가 출연하였다. 이 영화는 라이먼 프랭크 바움가 쓴 동명의 동화 《오즈의 마법사》를 영화로 옮긴 작품 중 가장 뛰어나다는 평가를 받으며, 미국 영화 연구소가 선정한 100대 영화에서 6위에 올랐다. 2007년 유네스코 세계기록유산에 등재되었다.

## 줄거리
시골 캔자스주에서 도로시 게일은 헨리 삼촌과 엠 숙모가 소유한 농장에서 살고 있으며, 다른 곳에 있기를 바란다. 도로시의 개 토토에게 물린 이웃 알미라 걸치는 보안관의 명령을 받아 토토를 압류할 권한을 얻는다. 토토는 도망쳐 도로시에게 돌아오고, 도로시는 그를 보호하기 위해 도망친다. 사기꾼 점쟁이 마블 교수는 도로시에게 엠 숙모가 상심했다는 것을 설득하고, 이에 도로시는 집으로 돌아간다. 그녀는 사이클론이 농장에 접근할 때쯤 돌아온다. 잠긴 폭풍 대피소로 들어가지 못한 도로시는 농가에서 몸을 피하고 의식을 잃는다. 그녀는 자신과 토토가 여전히 집 안에 있는 채로 집이 공중을 떠다니는 것을 보고 깨어나는 듯하다.
집은 미지의 땅에 착륙하고, 도로시는 거품 속에서 내려온 착한 마녀 글린다의 환영을 받는다. 글린다는 도로시가 오즈의 땅에 있는 먼치킨랜드에 착륙했으며, 먼치킨들은 도로시의 집이 동쪽의 사악한 마녀에게 떨어져 그녀를 죽였기 때문에 축하하고 있다고 설명한다. 그녀의 자매인 서쪽의 사악한 마녀가 갑자기 나타난다. 그녀가 죽은 언니의 루비 슬리퍼를 차지하기 전에, 글린다는 마법으로 슬리퍼를 도로시의 발에 신기고 계속 신고 있으라고 말한다. 사악한 마녀는 먼치킨랜드에서 힘이 없기 때문에 떠나지만, 도로시와 토토에게 복수하겠다고 맹세한다. 글린다는 도로시에게 집으로 돌아가는 방법을 알 수도 있는 오즈의 마법사의 집인 에메랄드 시티로 가는 노란 벽돌 길을 따라가라고 말한다. 글린다는 그 후 거품 속에서 사라진다.
도중에 도로시는 뇌를 원하는 허수아비, 심장을 원하는 양철 나무꾼, 용기를 원하는 겁쟁이 사자를 만난다. 일행은 사악한 마녀의 방해에도 불구하고 에메랄드 시티에 도착한다. 일행은 처음에는 마법사의 경비병에게 알현을 거부당하지만, 도로시의 슬픔 때문에 경비병이 마음을 바꾸고 네 명은 마법사의 방으로 안내된다. 마법사는 거대한 유령 머리로 나타나 사악한 마녀의 빗자루를 가져오면 소원을 들어주겠다고 말한다.
탐험 도중 도로시와 토토는 날아다니는 원숭이들에게 붙잡혀 사악한 마녀에게 끌려가지만, 루비 슬리퍼가 도로시를 보호하고 토토는 탈출하여 허수아비, 양철 나무꾼, 겁쟁이 사자를 성으로 안내한다. 그들은 도로시를 풀어주지만, 마녀와 그녀의 경비병들에게 쫓겨 결국 궁지에 몰린다. 마녀는 그들을 조롱하고 허수아비의 팔에 불을 붙인다. 도로시가 허수아비에게 물 한 양동이를 던지자, 실수로 마녀에게 물이 튀어 마녀는 녹아 사라진다.
마녀의 경비병들은 감사하게 도로시에게 빗자루를 건네주고, 네 명은 마법사에게 돌아가지만, 마법사는 내일 다시 오라고 말한다. 토토가 커튼을 젖히자 "마법사"는 자신의 얼굴 유령 이미지를 투영하는 기계를 조작하는 평범한 사람으로 드러난다. 네 명의 여행자들은 마법사와 대면하고, 마법사는 자신이 본질적으로 좋은 사람이라고 주장하지만, 사기꾼임을 고백한다. 그런 다음 그는 도로시의 세 친구에게 그들이 찾던 자질을 가지고 있음을 확인하는 증표를 주어 소원을 "들어준다".
마법사는 자신도 도로시처럼 캔자스 출신이며 열기구를 타고 우연히 오즈에 도착했다고 밝힌다. 그가 도로시를 자신의 열기구에 태워 캔자스로 데려다주겠다고 제안하자, 도로시는 받아들이지만 토토가 뛰어내리고 도로시가 그를 쫓아가자, 열기구는 마법사만 태운 채 실수로 이륙한다. 글린다가 거품 속에서 내려와 다시 나타나더니 다가와 도로시에게 루비 슬리퍼를 사용하여 언제든지 캔자스로 돌아갈 수 있는 힘을 항상 가지고 있었지만, 스스로 그것을 알아내야 했다고 말한다. 친구들과 눈물의 작별을 나눈 후, 도로시는 글린다의 지시를 따라 발뒤꿈치를 세 번 두드리고 "집만한 곳은 없어."라고 반복한다.
도로시는 캔자스에 있는 자신의 침대에서 깨어난다. 그녀는 모험담을 들려주지만, 엠 숙모는 그저 나쁜 꿈을 꿨을 뿐이라고 말한다. 도로시는 마블과 농장 일꾼들에게 그들도 오즈에 있었다고 말하고, 그들은 미소를 지으며 그녀의 말에 맞춰준다. 도로시가 토토를 안으며, 그녀는 감사하게 외친다. "오, 엠 숙모, 집만한 곳은 없어요!"

## 출연
- 도로시 게일 역 : 주디 갈런드
- 오즈의 마법사 / 마벨 교수 역 : 프랭크 모건
- 허수아비 / 헝크 역 : 레이 볼거
- 사자 / 지크 역 : 버트 라르
- 양철 나뭇꾼/ 히커리 역 : 잭 헤일리

## 수상
- 1940년 제12회 미국 아카데미 시상식 음악상, 주제가상 수상

## 문화적 영향

### 성소수자 문화에 끼친 영향
《오즈의 마법사》는 성소수자 공동체에서 중요한 위치에 있다고 여겨지는데, 주디 갈런드가 출연하는 역할이 부분적인 이유를 차지한다.

## 사건사고

### 배우들의 수난
이 영화에 출연한 배우들이 수난을 겪었다고 한다.
- 주디 갈란드는 감독 빅터 플레밍에게 구타를 당하고, 약물중독으로 사망했다.[3]

- 양철 나무꾼 역인 버디 엡슨은 알루미늄 가루를 사용하여 분장하다가 신체에 경련이 일어났다.[4]

- 원숭이 역의 배우들은 와이어가 끊어져 추락하는 사고가 발생했고 열사병에서도 계속 노출되었었다.[5]

- 서쪽 마녀 역의 마가렛 해밀턴은 먼치킨 나라에서 도주하는 연기를 할 때 화상을 입기도 했다.[6]
- 베티 단코도 파이프 폭발 사고로 다리에 부상을 입었다.[7]

### 촬영 장비 논란
도로시가 쓰러졌을 때 글린다가 뿌린 눈이 발암 물질인 석면 가루였다는 논란이 있기도 했다.